# Avérard de Médicis
 (juillet 2018).
Pour les articles homonymes, voir Médicis (homonymie).
Avérard de Médicis aurait été, à la fin du VIIIe siècle en Italie, un chevalier au service de Charlemagne qui combat alors les Lombards.
Défié par un géant lombard nommé Mugello, il accepte le combat qu'il remporte, et au cours duquel son bouclier d'or reçoit un coup de massue à laquelle pendaient six boules fraîchement ensanglantées, y imprimant ainsi la marque caractéristique des six boules rouges. Averard en fait ses armoiries et hérite des biens du vaincu, de là les terres, les villes et châteaux que les Médicis possédent dans cette partie du territoire florentin portant le nom du géant, Mugello. Selon le légendaire des Médicis, que la famille s'est elle-même forgée, Avérard est le plus ancien ancêtre de la famille : celui qui fonde la dynastie.